# 三田駅 (東京都)
三田駅（みたえき）は、東京都港区芝五丁目にある、東京都交通局（都営地下鉄）の駅。

## 概要
浅草線と三田線が乗り入れており、それぞれ駅番号として、浅草線にA 08、三田線にI 04が制定されている。
また、東日本旅客鉄道（JR東日本）山手線・京浜東北線田町駅は乗換駅となっており、当駅A4出口が田町駅の三田口に隣接する形になっている。しかし、JR田町駅では乗換案内は行っておらず、連絡運輸は定期券に限定されている。

## 歴史
- 1968年（昭和43年）6月21日：都営地下鉄1号線の三田駅が開業し[3]、日本国有鉄道（国鉄）田町駅と乗り換え業務を開始。
- 1973年（昭和48年）11月27日：都営地下鉄6号線の三田駅が開業[3]。当初は終着駅だった。
- 1978年（昭和53年）7月1日：都営地下鉄1号線を浅草線に、都営地下鉄6号線を三田線に改称[3]。
- 1992年（平成4年）11月28日：自動改札機を導入[4]。
- 2000年（平成12年）9月26日：三田線が目黒駅まで延伸し、中間駅になる[5]。同時に三田駅務区が廃止となり、日比谷駅務管理所管内日比谷駅務区の被管理駅となる（浅草線業務は引き続き五反田駅務区管轄）。
- 2007年（平成19年）3月18日：ICカード「PASMO」の利用が可能となる[6]。
- 2015年（平成27年）4月1日：浅草線業務が五反田駅務管理所五反田駅務区から日比谷駅務管理所日比谷駅務区に移管される。
- 2016年（平成28年）4月1日：駅務区制から駅管区制に移行されて、日比谷駅務管理所管内日比谷駅務区の被管理駅から日比谷駅管区の被管理駅となる。
- 2019年（令和元年）12月21日：浅草線ホームでホームドアの使用を開始[7]。

### 駅名の由来
三田三丁目にある「御田八幡神社」の「御田」がいつしか「三田」になったのが由来。古くは「御田」と呼ばれていたこの地が戦国時代の頃には「荏原郡三田郷」になり、江戸時代に「荏原郡三田村」に変更され、最終的に「三田」になったものである。
だが、一説にはこの地に「屯田（みた）」や「御田八幡神社」の「神田（みた）」が広がっており、それが「三田」になったともいう。地下鉄より先に存在した東京都電車には三田停留所や三田電車営業所があった。
JR田町駅と駅名が違うのは、田町駅の三田口に駅が設置されたためである。当駅は田町駅とともに三田とは離れていたが、三田側の住民や施設関係者の請願によって名付けられた。なお、開業前は「田町駅」「芝駅」「芝田町駅」などが候補に挙げられていた。

## 駅構造
浅草線は第一京浜（国道15号）、三田線は日比谷通りそれぞれの真下にある。両線のホームは連絡通路で接続しているが、高低差があることから、乗り換えには約3分程度を要する。なお、連絡通路には両線の発車標が設置されている。A9出口付近に定期券発売所がある。
浅草線は島式ホーム1面2線を有する地下駅で、地下2階にある。
三田線は単式ホーム1面1線が2つある地下駅で、目黒方面が地下2階、西高島平方面が地下3階と、2層式のホームになっている。このような構造となった要因は、直上の東京都保有地（かつての都電三田電車営業所の敷地も含む）にスペースを収めたことと、建設当時は東京急行電鉄池上線・泉岳寺線と相互直通運転を行う計画で、浅草線と並行して泉岳寺方面に延伸可能な設計としたためである。しかし、この延伸計画は消滅し、結局白金高輪で東京メトロ南北線（開業は帝都高速度交通営団時代）と区間を共用して目黒まで延伸し、東急目黒線と相互直通運転を行う形をとった。
エスカレーターは三田線改札口 - ホーム間と浅草線・三田線連絡通路内に、エレベーターは浅草線泉岳寺寄り改札口 - ホーム間と三田線芝公園寄り改札口 - ホーム間に設置されている。この他、A3出入口に直結するアミタにはエスカレーターとエレベーターが、A8出入口にはエスカレーターが、三田線芝公園寄り改札口の反対側にはエレベーター専用出入口が設置されている。
トイレは、浅草線泉岳寺寄り改札口の反対側と三田線ホームに設置されている。3番線ホーム設置のものを除き、「だれでもトイレ」が設置されている。
A1からA10まで10か所の出入口があるほか、三田ステーションビル「アミタ」にも直結している。さらに、三田線の駅からはNECスーパータワーに直結した出入口や、田町タワー（2023年オープン、旧第一田町ビル跡地）に直結した出入口がある。
三田線が目黒まで延伸される以前は2層式のホームがともに西高島平方面のりばとなっており、案内掲示板等で先発列車の発車ホームを確認する必要があった。これは当駅の折り返しには一つ手前の芝公園駅の当駅寄りに設置した両渡り分岐器を使用して単線並列運転を行ったためである。泉岳寺方面への延伸を想定して、暫定的なものとしたが、この状態は目黒延伸まで約27年間続いた。当駅で折り返して交差地点を抜けるには、4分以上の運転間隔が必要であり、運転間隔が4分未満の場合（1976年ダイヤ改正以降）には、当駅の2つ手前の御成門駅で折り返す列車を設定した。

### のりば
| 番線 | 路線       | 行先                           |
| ---- | ---------- | ------------------------------ |
| 1    | 都営浅草線 | 西馬込・ 羽田空港・ 京急線方面 |
| 2    | 都営浅草線 | 押上・ 京成線・ 北総線方面     |
| 3    | 都営三田線 | 目黒・ 東急線方面              |
| 4    | 都営三田線 | 西高島平方面                   |

（出典：都営地下鉄:駅構内図）

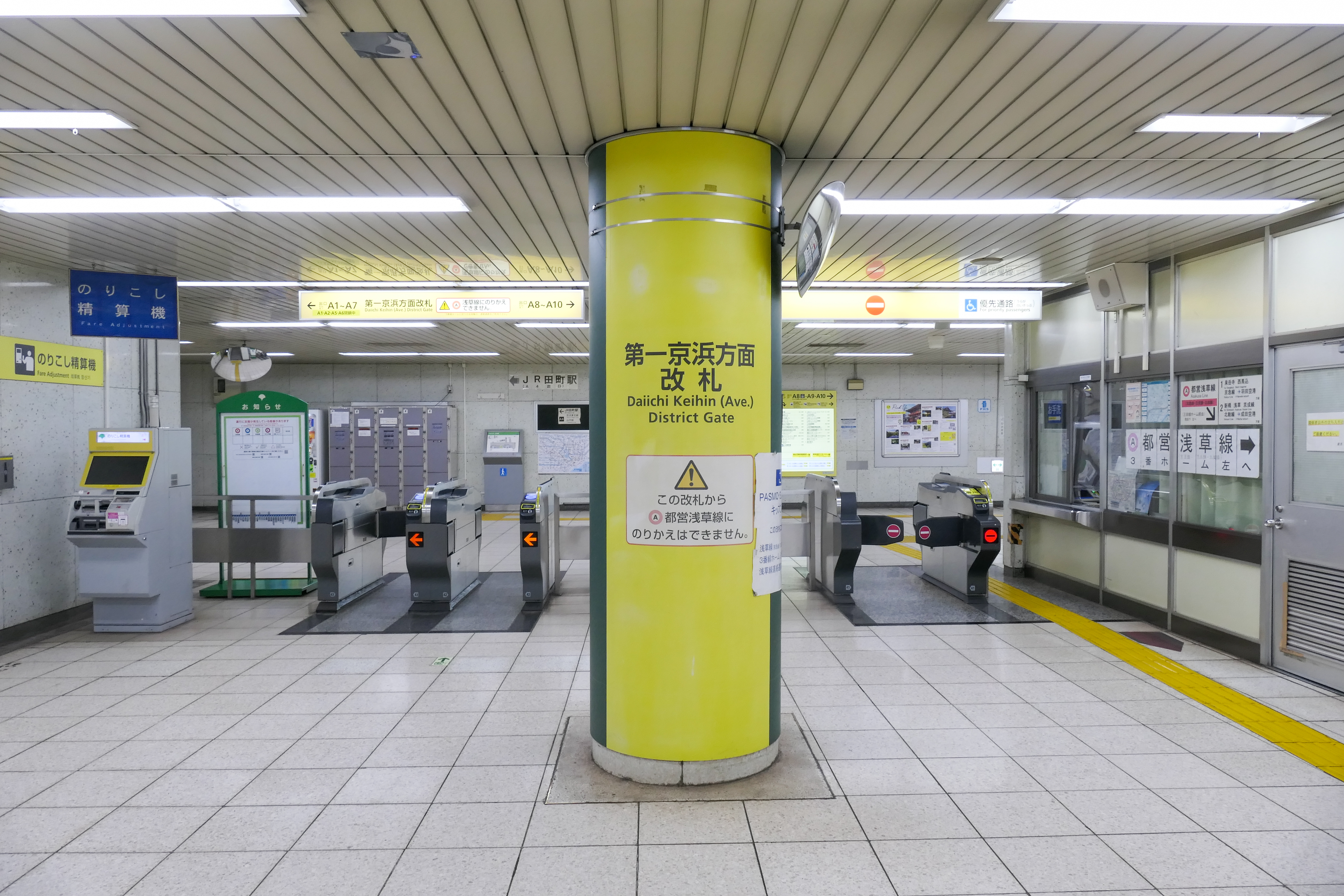
第一京浜方面改札（2022年12月）
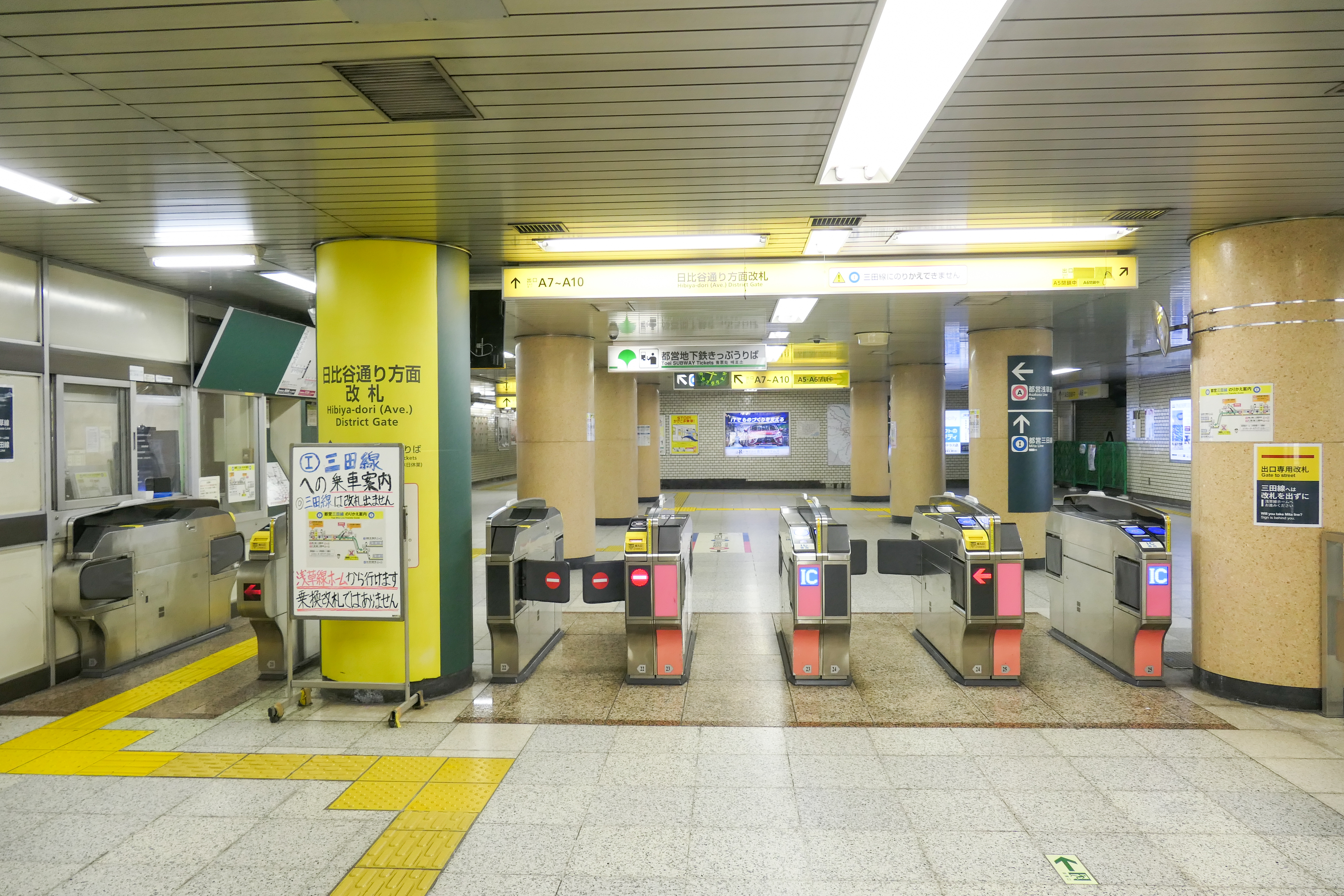
日比谷通り方面改札（2022年12月）
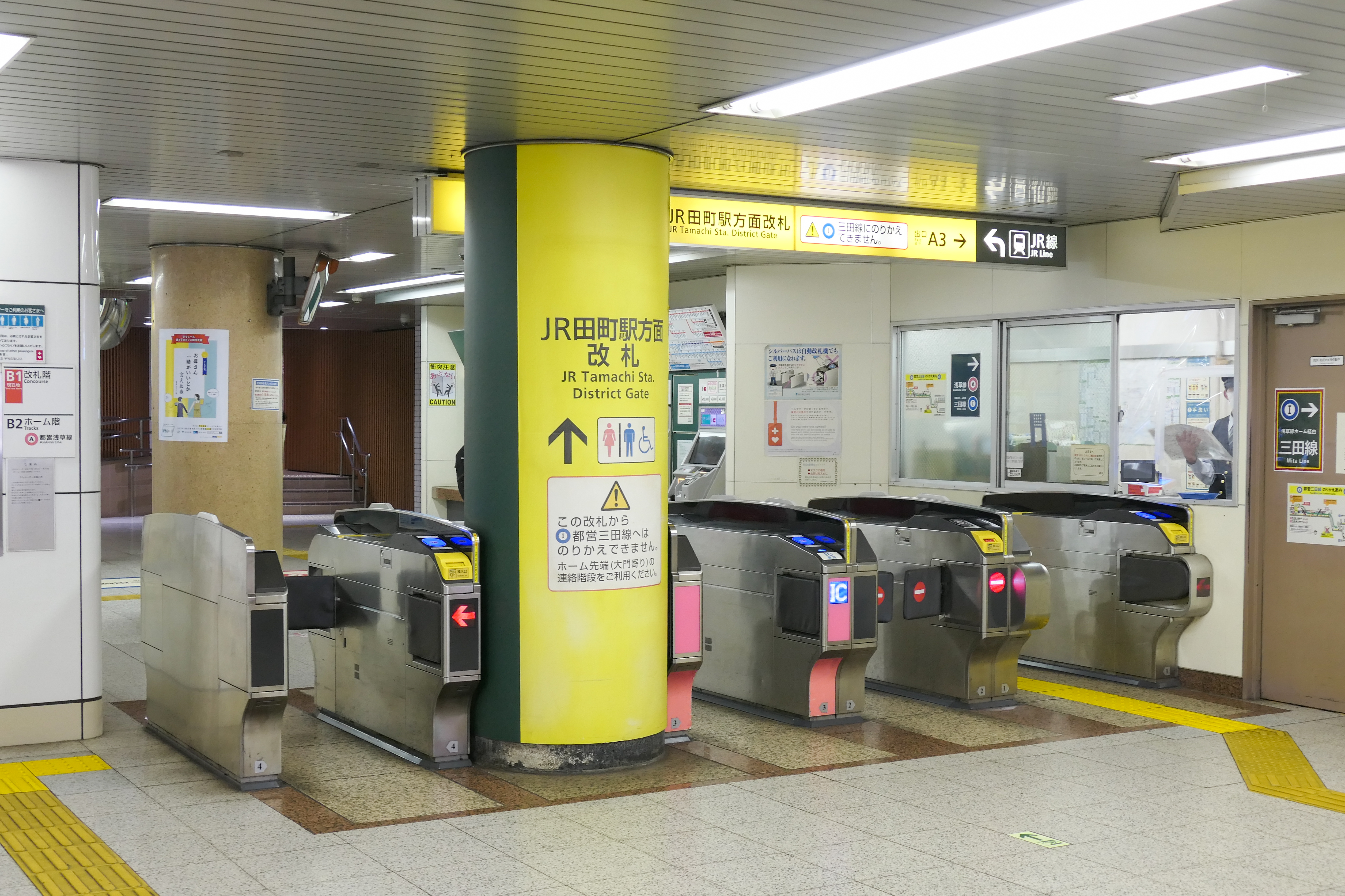
JR田町駅方面改札（2022年12月）
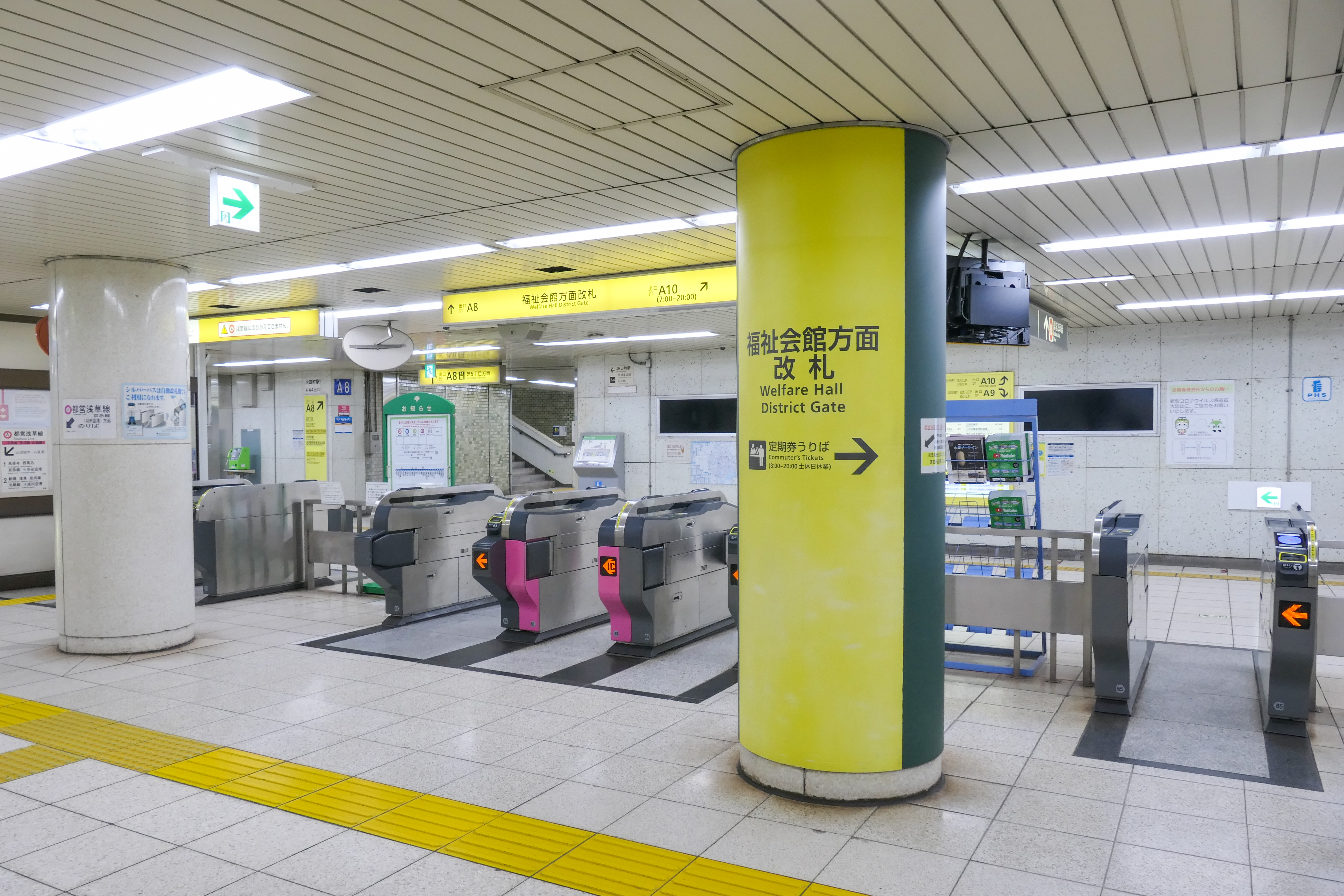
福祉会館方面改札（2022年12月）
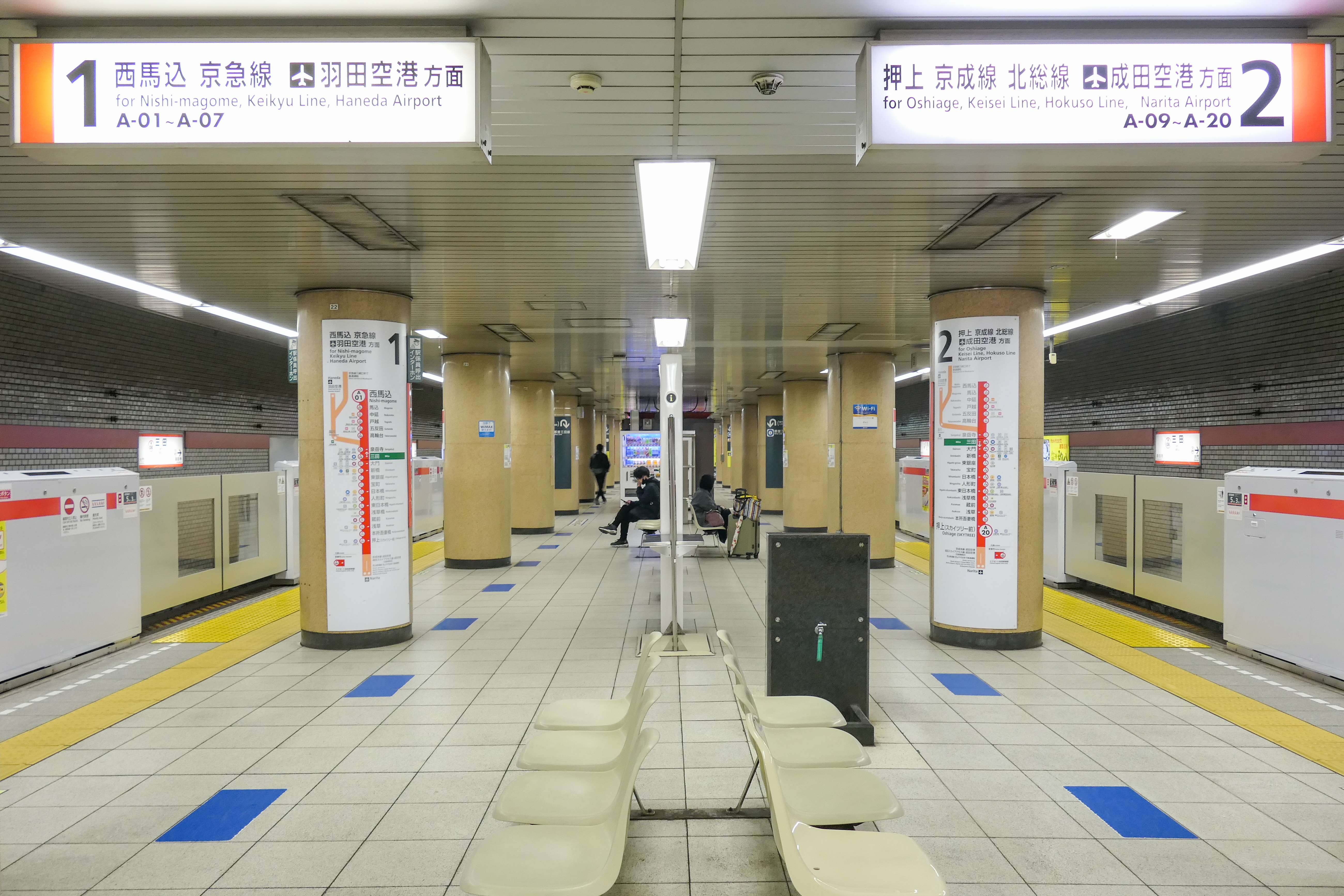
浅草線1・2番線ホーム（2022年12月）
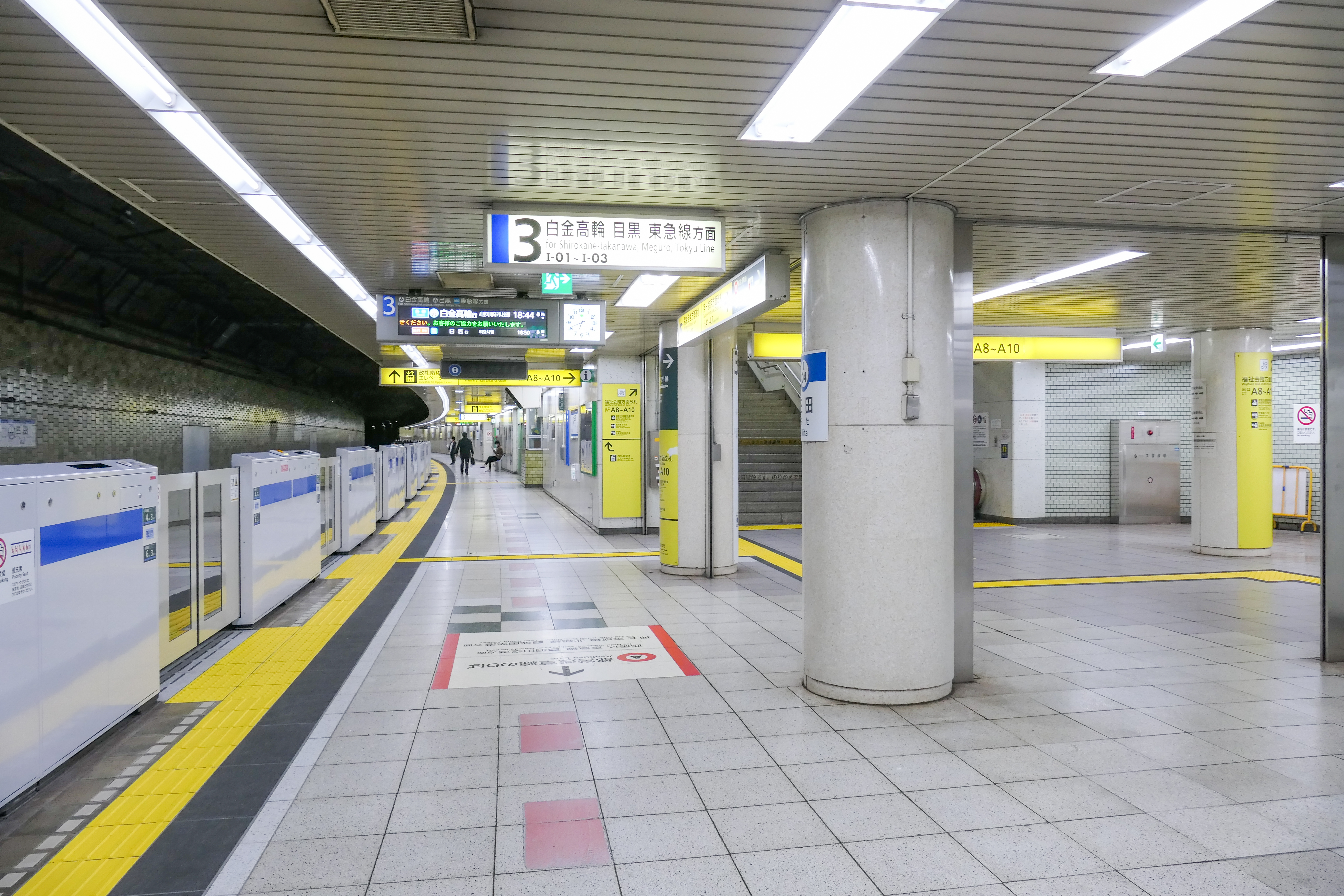
三田線3番線ホーム（2022年12月）
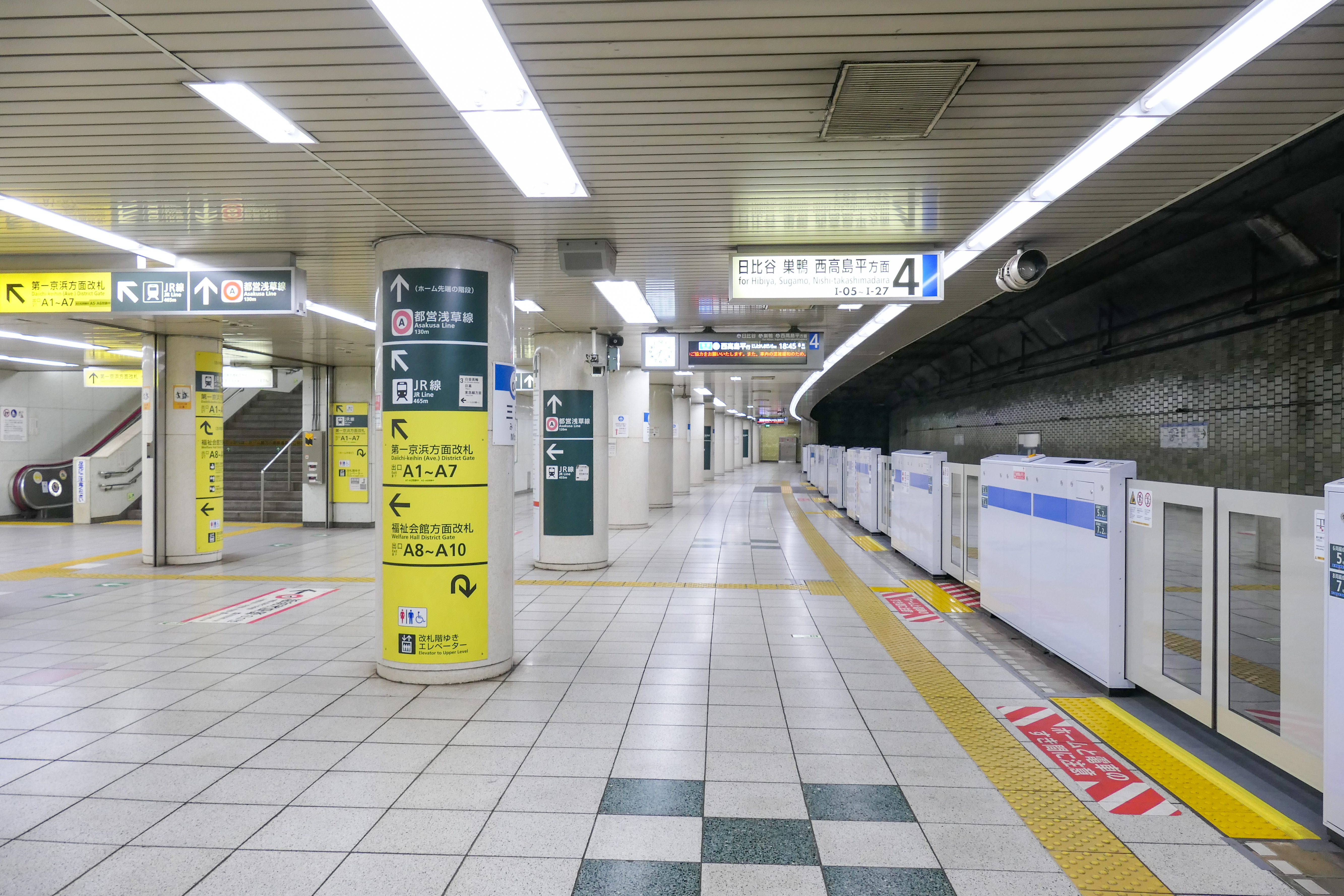
三田線4番線ホーム（2022年12月）

## 利用状況
- 都営地下鉄[都交 1]
  - 浅草線 - 2023年度の1日平均乗降人員は99,494人（乗車人員：49,629人、降車人員：49,865人）である。浅草線内では押上駅、泉岳寺駅に次ぐ第3位。
  - 三田線 - 2023年度の1日平均乗降人員は96,021人（乗車人員：47,839人、降車人員：48,182人）である。三田線内では神保町駅、大手町駅、目黒駅に次ぐ第4位。

### 年度別1日平均乗降人員
近年の1日平均乗降人員は下表の通り。
| 年度               | 都営地下鉄       | 都営地下鉄 | 都営地下鉄       | 都営地下鉄 | 出典       |
| 年度               | 浅草線           | 浅草線     | 三田線           | 三田線     | 出典       |
| 年度               | 1日平均 乗降人員 | 増加率     | 1日平均 乗降人員 | 増加率     | 出典       |
| ------------------ | ---------------- | ---------- | ---------------- | ---------- | ---------- |
| 2003年（平成15年） | 84,308           | −0.6%      | 76,561           | −0.5%      |            |
| 2004年（平成16年） | 83,239           | −1.3%      | 76,386           | −0.2%      |            |
| 2005年（平成17年） | 85,126           | 2.3%       | 78,268           | 2.5%       |            |
| 2006年（平成18年） | 88,086           | 3.5%       | 80,791           | 3.2%       |            |
| 2007年（平成19年） | 94,212           | 7.0%       | 87,784           | 8.7%       |            |
| 2008年（平成20年） | 96,567           | 2.5%       | 92,265           | 5.1%       |            |
| 2009年（平成21年） | 96,720           | 0.2%       | 93,702           | 1.6%       |            |
| 2010年（平成22年） | 94,933           | −1.8%      | 92,331           | −1.5%      |            |
| 2011年（平成23年） | 91,208           | −3.9%      | 88,881           | −3.7%      |            |
| 2012年（平成24年） | 93,072           | 2.0%       | 91,406           | 2.8%       |            |
| 2013年（平成25年） | 94,813           | 1.9%       | 93,919           | 2.7%       |            |
| 2014年（平成26年） | 97,251           | 2.6%       | 96,226           | 2.5%       |            |
| 2015年（平成27年） | 101,939          | 4.8%       | 100,132          | 4.1%       |            |
| 2016年（平成28年） | 106,281          | 4.3%       | 103,825          | 3.7%       |            |
| 2017年（平成29年） | 109,196          | 2.7%       | 106,988          | 3.0%       |            |
| 2018年（平成30年） | 112,555          | 3.1%       | 109,806          | 2.6%       | [ 都交 2 ] |
| 2019年（令和元年） | 114,102          | 1.4%       | 111,202          | 1.3%       | [ 都交 3 ] |
| 2020年（令和02年） | 72,091           | −36.8%     | 67,771           | −39.1%     | [ 都交 4 ] |
| 2021年（令和03年） | 74,938           | 4.0%       | 71,106           | 4.9%       | [ 都交 5 ] |
| 2022年（令和04年） | 86,130           | 14.9%      | 82,921           | 16.6%      | [ 都交 6 ] |
| 2023年（令和05年） | 99,494           | 15.5%      | 96,021           | 15.8%      | [ 都交 1 ] |

### 年度別1日平均乗車人員（1968年 - 2000年）
| 年度               | 浅草線 | 三田線   | 出典          |
| ------------------ | ------ | -------- | ------------- |
| 1968年（昭和43年） | 6,420  | 未 開 業 | [ 都統計 1 ]  |
| 1969年（昭和44年） | 11,011 | 未 開 業 | [ 都統計 2 ]  |
| 1970年（昭和45年） | 13,177 | 未 開 業 | [ 都統計 3 ]  |
| 1971年（昭和46年） | 15,120 | 未 開 業 | [ 都統計 4 ]  |
| 1972年（昭和47年） | 16,090 | 未 開 業 | [ 都統計 5 ]  |
| 1973年（昭和48年） | 17,063 | 8,888    | [ 都統計 6 ]  |
| 1974年（昭和49年） | 20,277 |          | [ 都統計 7 ]  |
| 1975年（昭和50年） | 21,407 |          | [ 都統計 8 ]  |
| 1976年（昭和51年） | 14,808 | 7,329    | [ 都統計 9 ]  |
| 1977年（昭和52年） | 15,400 | 7,948    | [ 都統計 10 ] |
| 1978年（昭和53年） | 15,233 | 7,860    | [ 都統計 11 ] |
| 1979年（昭和54年） | 15,604 | 8,134    | [ 都統計 12 ] |
| 1980年（昭和55年） | 16,142 | 9,466    | [ 都統計 13 ] |
| 1981年（昭和56年） | 16,704 | 10,312   | [ 都統計 14 ] |
| 1982年（昭和57年） | 17,258 | 10,608   | [ 都統計 15 ] |
| 1983年（昭和58年） | 18,126 | 11,473   | [ 都統計 16 ] |
| 1984年（昭和59年） | 18,608 | 12,014   | [ 都統計 17 ] |
| 1985年（昭和60年） | 18,644 | 12,132   | [ 都統計 18 ] |
| 1986年（昭和61年） | 38,573 | 32,581   | [ 都統計 19 ] |
| 1987年（昭和62年） | 19,634 | 12,350   | [ 都統計 20 ] |
| 1988年（昭和63年） | 19,951 | 12,808   | [ 都統計 21 ] |
| 1989年（平成元年） | 20,567 | 13,570   | [ 都統計 22 ] |
| 1990年（平成02年） | 20,863 | 14,323   | [ 都統計 23 ] |
| 1991年（平成03年） | 22,000 | 15,003   | [ 都統計 24 ] |
| 1992年（平成04年） | 42,781 | 37,151   | [ 都統計 25 ] |
| 1993年（平成05年） | 42,211 | 36,792   | [ 都統計 26 ] |
| 1994年（平成06年） | 41,356 | 36,277   | [ 都統計 27 ] |
| 1995年（平成07年） | 21,352 | 14,281   | [ 都統計 28 ] |
| 1996年（平成08年） | 21,384 | 14,655   | [ 都統計 29 ] |
| 1997年（平成09年） | 21,959 | 14,893   | [ 都統計 30 ] |
| 1998年（平成10年） | 22,337 | 15,167   | [ 都統計 31 ] |
| 1999年（平成11年） | 21,609 | 14,653   | [ 都統計 32 ] |
| 2000年（平成12年） | 21,677 | 15,929   | [ 都統計 33 ] |

### 年度別1日平均乗車人員（2001年以降）
| 年度               | 浅草線 | 三田線 | 出典          | 出典       |
| 年度               | 浅草線 | 三田線 | 東京都        | 交通局     |
| ------------------ | ------ | ------ | ------------- | ---------- |
| 2001年（平成13年） | 22,170 | 17,534 | [ 都統計 34 ] |            |
| 2002年（平成14年） | 22,167 | 17,723 | [ 都統計 35 ] |            |
| 2003年（平成15年） | 21,145 | 16,874 | [ 都統計 36 ] |            |
| 2004年（平成16年） | 20,255 | 16,534 | [ 都統計 37 ] |            |
| 2005年（平成17年） | 20,370 | 16,652 | [ 都統計 38 ] |            |
| 2006年（平成18年） | 43,512 | 40,523 | [ 都統計 39 ] |            |
| 2007年（平成19年） | 46,590 | 43,852 | [ 都統計 40 ] |            |
| 2008年（平成20年） | 48,071 | 46,112 | [ 都統計 41 ] |            |
| 2009年（平成21年） | 48,236 | 46,793 | [ 都統計 42 ] |            |
| 2010年（平成22年） | 47,299 | 46,241 | [ 都統計 43 ] |            |
| 2011年（平成23年） | 45,527 | 44,415 | [ 都統計 44 ] |            |
| 2012年（平成24年） | 46,268 | 45,791 | [ 都統計 45 ] |            |
| 2013年（平成25年） | 47,153 | 47,049 | [ 都統計 46 ] |            |
| 2014年（平成26年） | 48,479 | 48,202 | [ 都統計 47 ] |            |
| 2015年（平成27年） | 50,811 | 50,183 | [ 都統計 48 ] |            |
| 2016年（平成28年） | 53,044 | 51,997 | [ 都統計 49 ] |            |
| 2017年（平成29年） | 54,527 | 53,586 | [ 都統計 50 ] |            |
| 2018年（平成30年） | 56,185 | 54,979 | [ 都統計 51 ] | [ 都交 2 ] |
| 2019年（令和元年） | 57,013 | 55,590 | [ 都統計 52 ] | [ 都交 3 ] |
| 2020年（令和02年） | 36,044 | 33,801 |               | [ 都交 4 ] |
| 2021年（令和03年） | 35,456 | 37,446 |               | [ 都交 5 ] |
| 2022年（令和04年） | 42,913 | 41,383 |               | [ 都交 6 ] |
| 2023年（令和05年） | 49,629 | 47,839 |               | [ 都交 1 ] |

備考
1. ↑  1968年6月21日開業。開業日より翌年3月31日までの計285日間を集計したデータ。
2. ↑  1973年11月27日開業。開業日から翌年3月31日までの計125日間を集計したデータ。
3. 1 2 3 4 5  1986年度と1992年度から1994年度まで、2006年度以降の乗車人員は、三田線との乗換人員を含む値。
4. 1 2 3 4 5  1986年度と1992年度から1994年度まで、2006年度以降の乗車人員は、浅草線との乗換人員を含む値。

## 駅周辺
駅前を交通量の多い第一京浜（国道15号）と日比谷通りとの交差点にも隣接している他、JR山手線や京浜東北線の田町駅も存在するなど交通の便がいいことから、日本電気、バンダイナムコホールディングスなど大企業の本社や、FCAジャパンやスカニアジャパン、アボットジャパンやSBJ銀行、ハンファジャパンなどの外資系企業のオフィス、官公施設が点在しており、高層・超高層のビルが多い。とりわけ、日本電気は駅直結の本社がある「NECスーパータワー」だけでなく、当駅周辺のビルに数多く分散して入居している。
駅周辺には、慶應義塾大学、戸板女子短期大学、普連土学園中学校・高等学校、芝国際中学校・高等学校をはじめとして教育施設も多いため、学生街の様相も呈しており、飲食店など商業施設も集積している。
また、港区内の他地域と同様にボツワナ、クウェート、ハンガリー、イタリアなどの大使館、芝税務署・三田労働基準監督署、港勤労福祉会館・障害者福祉会館などの官公庁および公共施設以外に、セレスティンホテルやアパホテル、スーパーホテルなどの宿泊施設、寺、神社、教会などの宗教施設が多数存在する。
隣接する田町駅の芝浦口方面は埋め立て地であり、倉庫やオフィス（三菱自動車工業や森永製菓の本社が所在）が多く立地するほか、古くからの住宅や高級住宅、マンションが立地し、駅周辺にも高層高級マンションが建設されている。

### 交通
- 札の辻交差点
- 田町駅 - 乗換駅

### 官公施設
- 警視庁三田警察署
- 芝税務署
- 三田労働基準監督署
- 産業安全会館
- 安全衛生総合会館
- 東京都障害福祉会館
- 札の辻スクエア（以下は入居施設）
  - 港区立三田図書館
  - 港区立産業振興センター
- ハローワーク品川

### 大使館
- ボツワナ大使館
- クウェート大使館

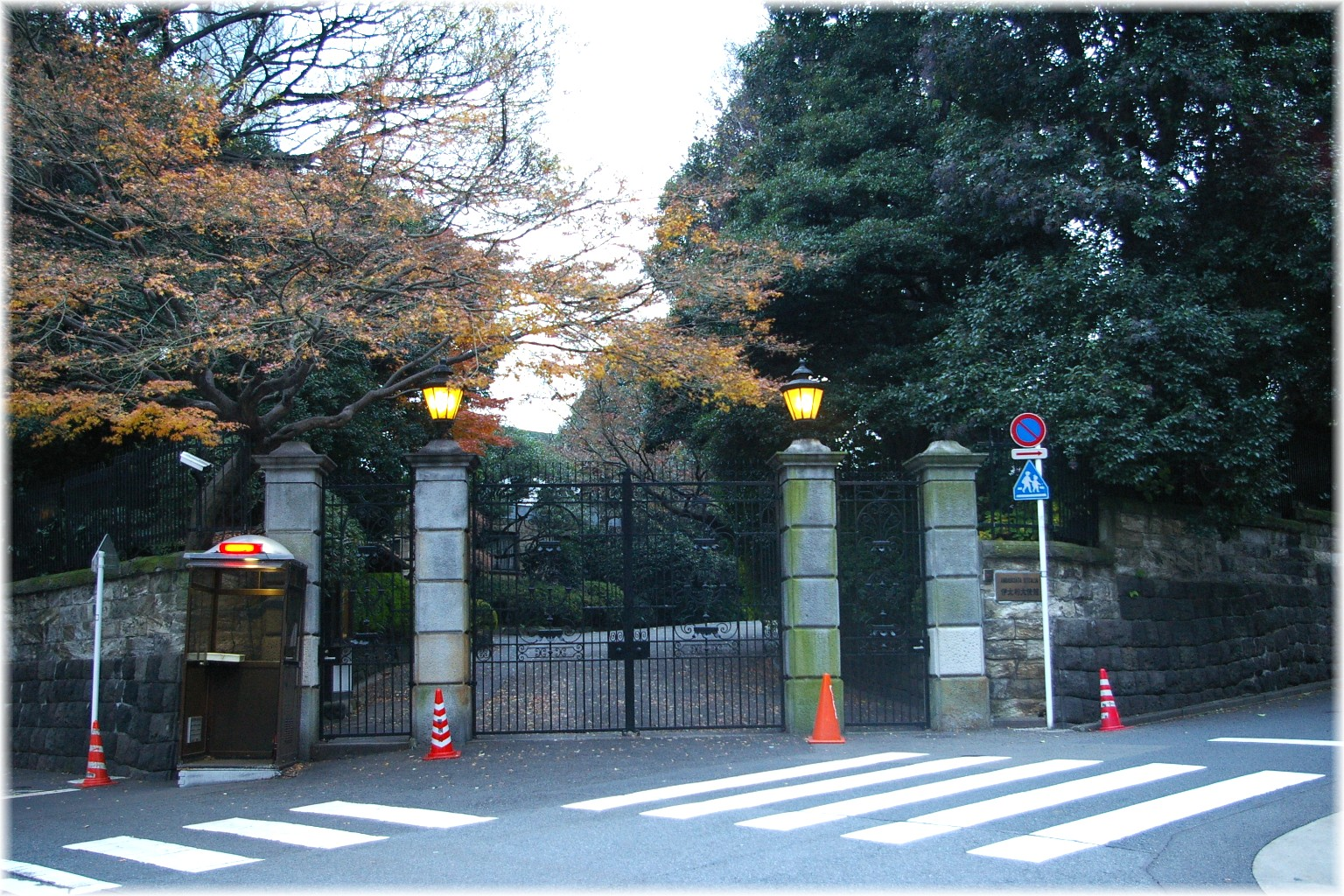
ハンガリー大使館
- イタリア大使館
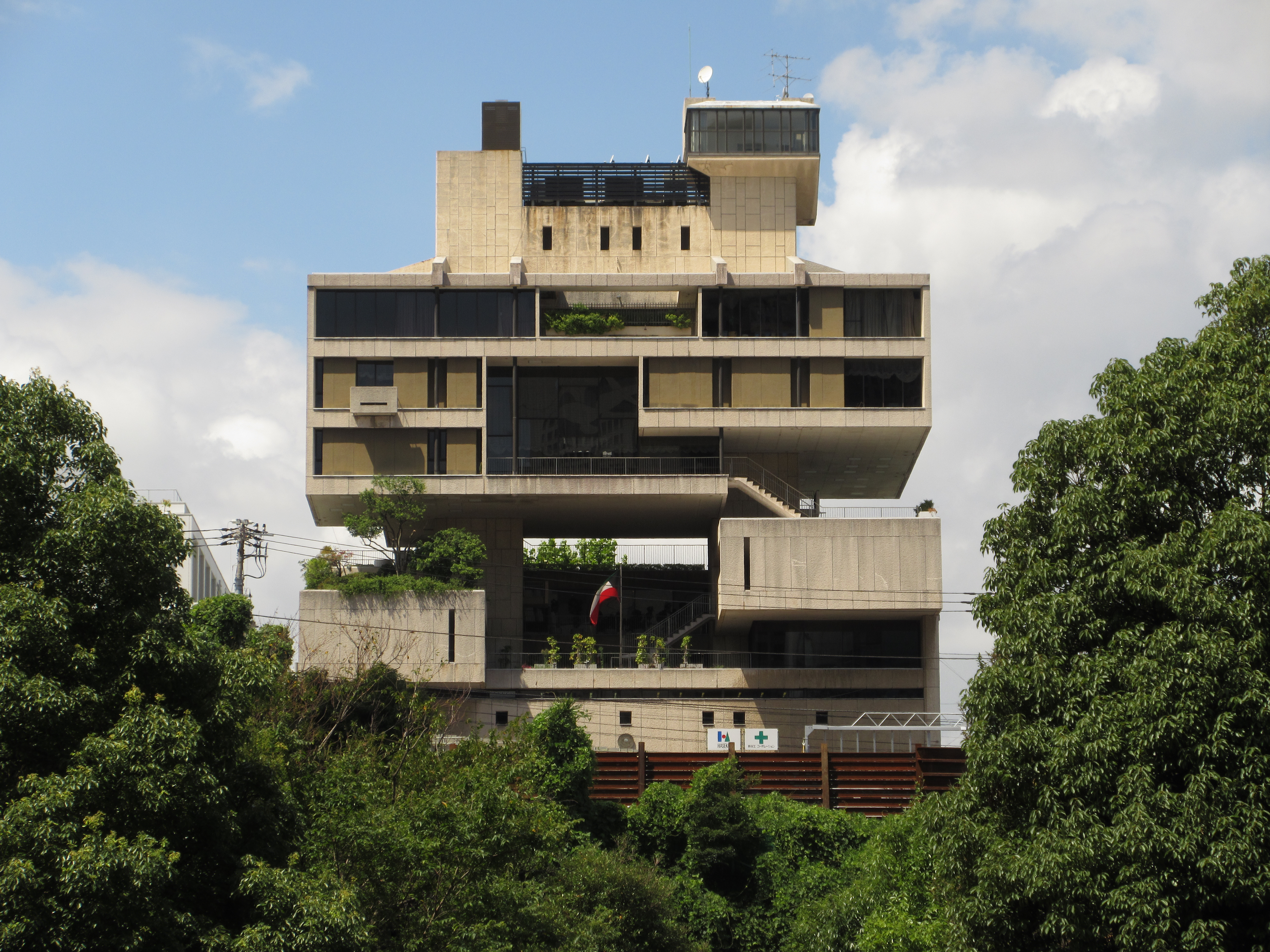
パプアニューギニア大使館
- モザンビーク大使館
- チリ大使館

- イタリア大使館
- クウェート大使館

### 医療機関
- 一般財団法人船員保険会 品川シーズンテラス健診クリニック

### 教育施設

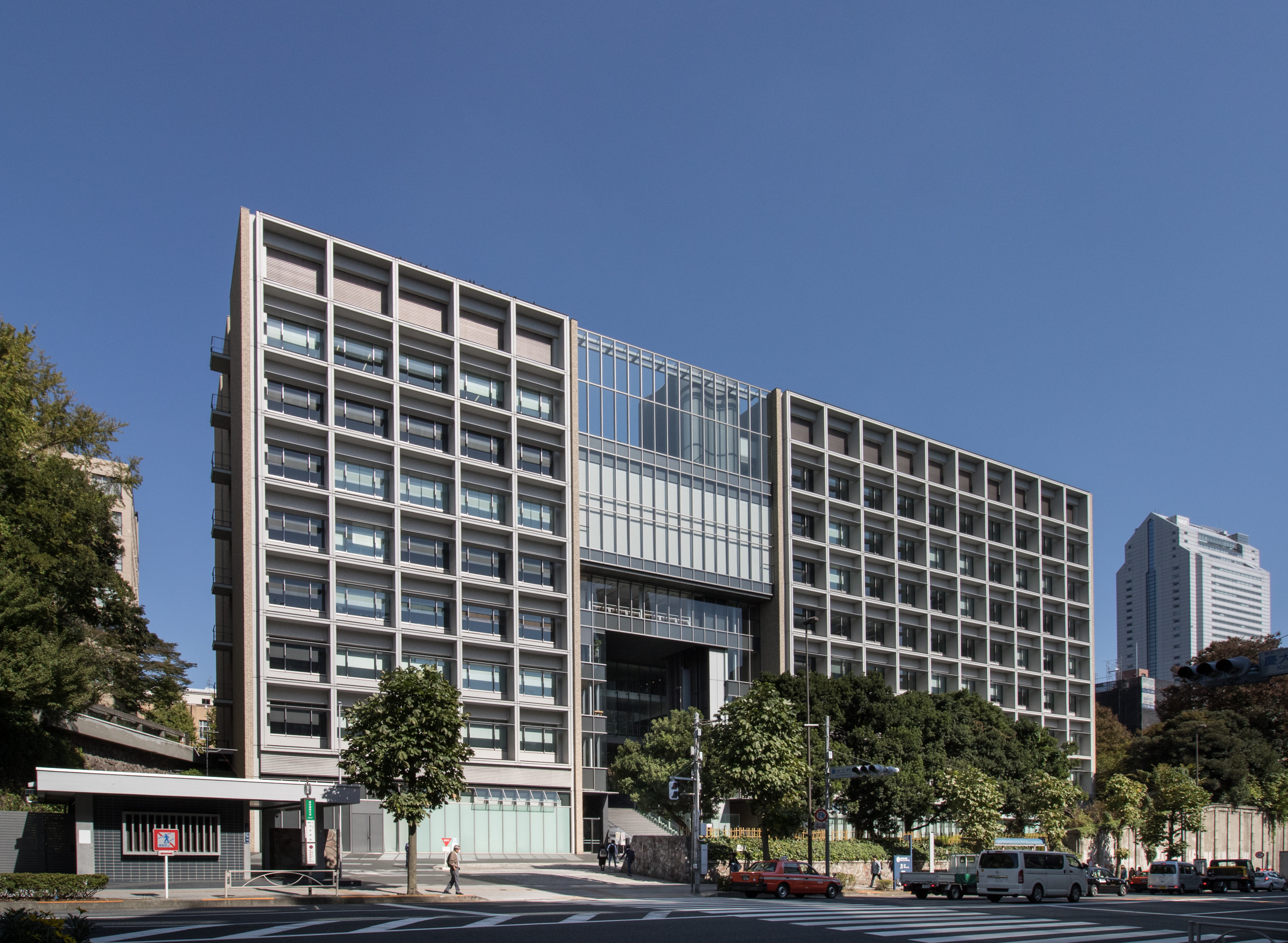
慶應義塾大学三田キャンパス

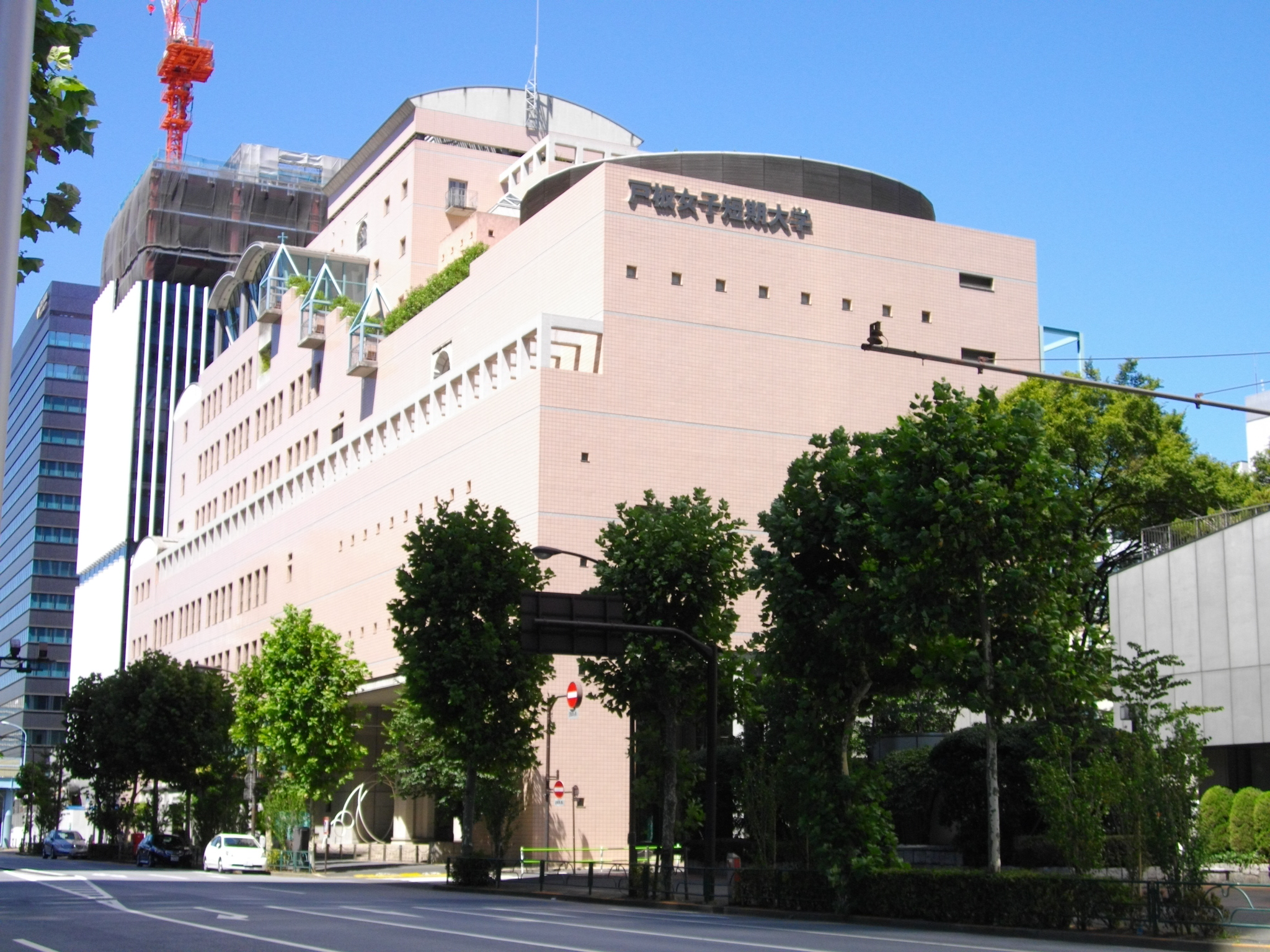
戸板女子短期大学

- 東京工業大学 キャンパスイノベーションセンター
- 芝浦工業大学 芝浦キャンパス
- 慶應義塾大学 三田キャンパス
- 聖徳大学 サテライトキャンパス
- 戸板女子短期大学
- 東京都立三田高等学校
- 東京工業大学附属科学技術高等学校
- 正則高等学校
- 慶應義塾女子高等学校
- 芝国際中学校・高等学校
- 普連土学園中学校・高等学校
- 港区立三田中学校
- 慶應義塾中等部
- 港区立芝小学校
- 東京インターナショナルスクール
- 三田幼稚園
- みなと幼稚園

### 宗教施設
- 阿含宗関東別院
- 龍生院
- 御穂鹿嶋神社
- 蓮乗寺
- 正念寺
- 安楽寺
- 法泉寺
- 西慶寺
- 法音寺
- 御穂神社
- 宗光寺
- 春日神社
- 仏教伝道センタービル

### 企業
- 森永製菓 本社
- 三菱自動車工業 本社
- 日本電気（NEC） 本社

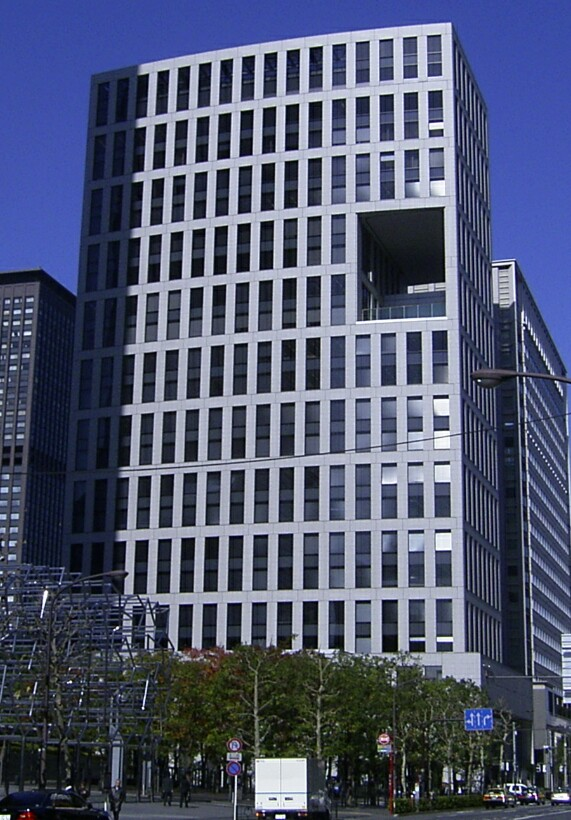
三井住友信託銀行芝営業部（旧・中央三井信託銀行本店）

- 三井住友信託銀行 芝営業部（旧・中央三井信託銀行 本店）
- バンダイナムコホールディングス 本社
- バンダイナムコエンターテインメント 本社
- 長谷工コーポレーション 本社
- 広済堂ホールディングス 本社
- NTTレゾナント 本社
- トヨタモビリティ東京 本社
- ヤナセ 本社
- トーセイ本社
- タツノ 本社
- TBWA\HAKUHODO 本社
- あすか製薬 本社
- 日本レジャーチャンネル 本社

### 郵便局
- 港芝四郵便局
- 港芝浦郵便局

### 銀行
- みずほ銀行 芝支店
- 三菱UFJ銀行
  - 田町支店
  - 三田支店
    - 田町支店内に三田支店がある[注 1]。
- りそな銀行 田町支店
- 三井住友銀行 三田通支店
- 三井住友信託銀行 芝営業部
- 芝信用金庫 三田支店
- さわやか信用金庫 東京港支店
- 大東京信用組合田町駅前支店
- 中央労働金庫田町支店

### 宿泊施設
- セレスティンホテル
- アパホテル三田駅前
- スーパーホテル
- ホテル三田会館
- 春日旅館
- プルマン田町
- ヴィラフォンテーヌ 田町
- トレストイン田町
- グレイスリー田町
- チサンホテル浜松町

### 娯楽・スポーツ施設
- 港区スポーツセンター
- 東京ポートボウル

### その他

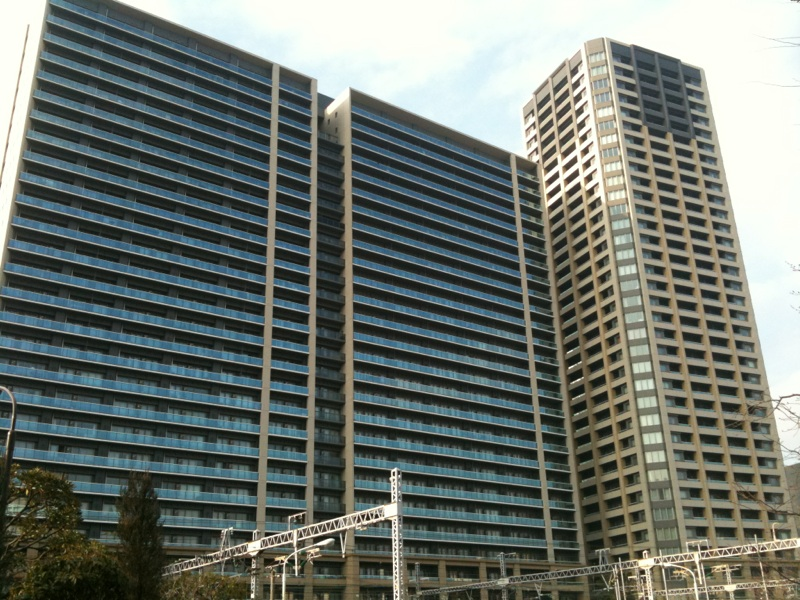
カテリーナ三田

- 三田ステーションビル「アミタ」
- 旧森永プラザビル（解体中、再開発予定）
- 三田NNホール
- 旧笹川記念会館跡（再開発予定）
- ザ・イトヤマタワー
- 旧・住友不動産三田ツインビル
  - 住友不動産東京三田サウスタワー
  - 住友不動産三田ファーストビル
- 住友不動産東京三田ガーデンタワー
- ラ・トゥール三田
- カテリーナ三田
  - マルエツプチ芝店
- 芝パークタワー
- ハンファビル
- グランパーク
  - 大丸ピーコック グランパーク店
- 芝浦アイランド
- 田町タワー

### バス路線
最寄り停留所は、第一京浜上などにある「田町駅前」「浅草線三田駅前」「三田線三田駅前」「田町駅西口」となる。このうち「田町駅前」と、田町駅芝浦口（東口）側から発着する路線については「田町駅#バス路線」を参照。
以下の路線が乗り入れ、フジエクスプレスにより運行されている。
浅草線三田駅前
- フジエクスプレス「ちぃばす」
  - 田町ルート：六本木ヒルズ行、田町駅東口行
  - 芝ルート：新橋駅行、田町駅東口・みなとパーク芝浦行
  - 高輪ルート：品川駅東口行

三田線三田駅前
- フジエクスプレス「ちぃばす」
  - 田町ルート：田町駅東口行
  - 芝ルート：田町駅東口・みなとパーク芝浦行

田町駅西口
- フジエクスプレス「ちぃばす」
  - 田町ルート：田町駅東口行
  - 芝ルート：田町駅東口・みなとパーク芝浦行

## 付記
- イギリスのロックバンド、ポリスが1978年に発表した楽曲「So Lonely」のプロモーションビデオ撮影に当駅が使われている。

## 隣の駅
東京都交通局（都営地下鉄）
 都営浅草線（泉岳寺 - 新橋間は全列車が各駅に停車）
泉岳寺駅 (A 07) - 三田駅 (A 08) - 大門駅 (A 09)
 都営三田線
白金高輪駅 (I 03) - 三田駅 (I 04) - 芝公園駅 (I 05)